# Флаг Свободненского сельского поселения (Краснодарский край)
Флаг муниципального образования Свободненское сельское поселение Брюховецкого района Краснодарского края Российской Федерации — опознавательно-правовой знак, служащий официальным символом муниципального образования.
Флаг утверждён 24 ноября 2011 года решением Совета Свободненского сельского поселения № 120 и внесён в Государственный геральдический регистр Российской Федерации с присвоением регистрационного номера 7621.

## Описание
«Полотнища синего (голубого) цвета с отношением 2:3, нижние углы которого (в 1/8 полотнища каждый) выделены зелёным цветом; поверх их границы с основной частью полотнища воспроизведены жёлтые (с оранжевыми тенями) головки колосьев, концами вплотную к краям полотнища; а посередине основной части — белый, с серыми и чёрными тенями и контурами, сокол с шашкой в лапах».

## Обоснование символики
Флаг разработан на основе герба, который языком символов и аллегорий отражает исторические, культурные и экономические особенности сельского поселения.
Изображение сокола аллегорически указывает на наименование поселения, так как именно сокол — традиционный символ свободы, силы, бесстрашия, разума и устремлённости в будущее. Изображение сокола также аллегорически отражает и подвиги жителей района, отдавших свои жизни, защищая Родину.
Изображение казачьей шашки символизирует мужество, отвагу и аллегорически указывает, что поселение основано казаками, переселившимися из соседних станиц.
Изображение пшеничных колосьев аллегорически указывает на основной вид экономического развития сельского поселения — выращивание зерновых культур.
Колосья — символ плодородия, достатка.
Синий (голубой) цвет полотнища символизирует безупречность, добродетель, волю, веру и чистое небо.
Зелёный цвет полотнища символизирует природу, возрождение, стабильность и здоровье.
Жёлтый цвет символизирует величие, богатство, процветание и прочность.
Белый цвет символизирует миролюбие, мудрость, совершенство, чистоту.